# Новокам'янська сільська рада (Жовківський район)
| Новока́м'янська сільська́ ра́да — орган місцевого самоврядування у Жовківському районі Львівської області з адміністративним центром у с. Нова Кам'янка. Історична дата утворення: в 1946 році. Водоймища на території, підпорядкованій даній раді: річка Мощанка, Рата, Маруся. Сільській раді підпорядковані населені пункти: - с. Нова Кам'янка - с. Березина - с. Буди - с. Думи - с. Криве - с. Мощана - с. Оліярники - с. Пільце |

## Склад ради
Рада складається з 18 депутатів та голови.

### Керівний склад ради
| ПІБ                      | Основні відомості                                                             | Дата обрання | Дата звільнення |
| ------------------------ | ----------------------------------------------------------------------------- | ------------ | --------------- |
| Фуц Ігор Михайлович      | Сільський голова, 1970 року народження, освіта вища, безпартійний             | 26.03.2006   | 20.02.2008      |
| Фуц Ігор Михайлович      | Сільський голова, 1970 року народження, освіта вища, безпартійний             | 30.11.2008   | 31.10.2010      |
| Ребець Ярослав Федорович | Сільський голова, 1966 року народження, освіта середня загальна, безпартійний | 31.10.2010   |                 |

Примітка: таблиця складена за даними джерела